# Tye Sheridan

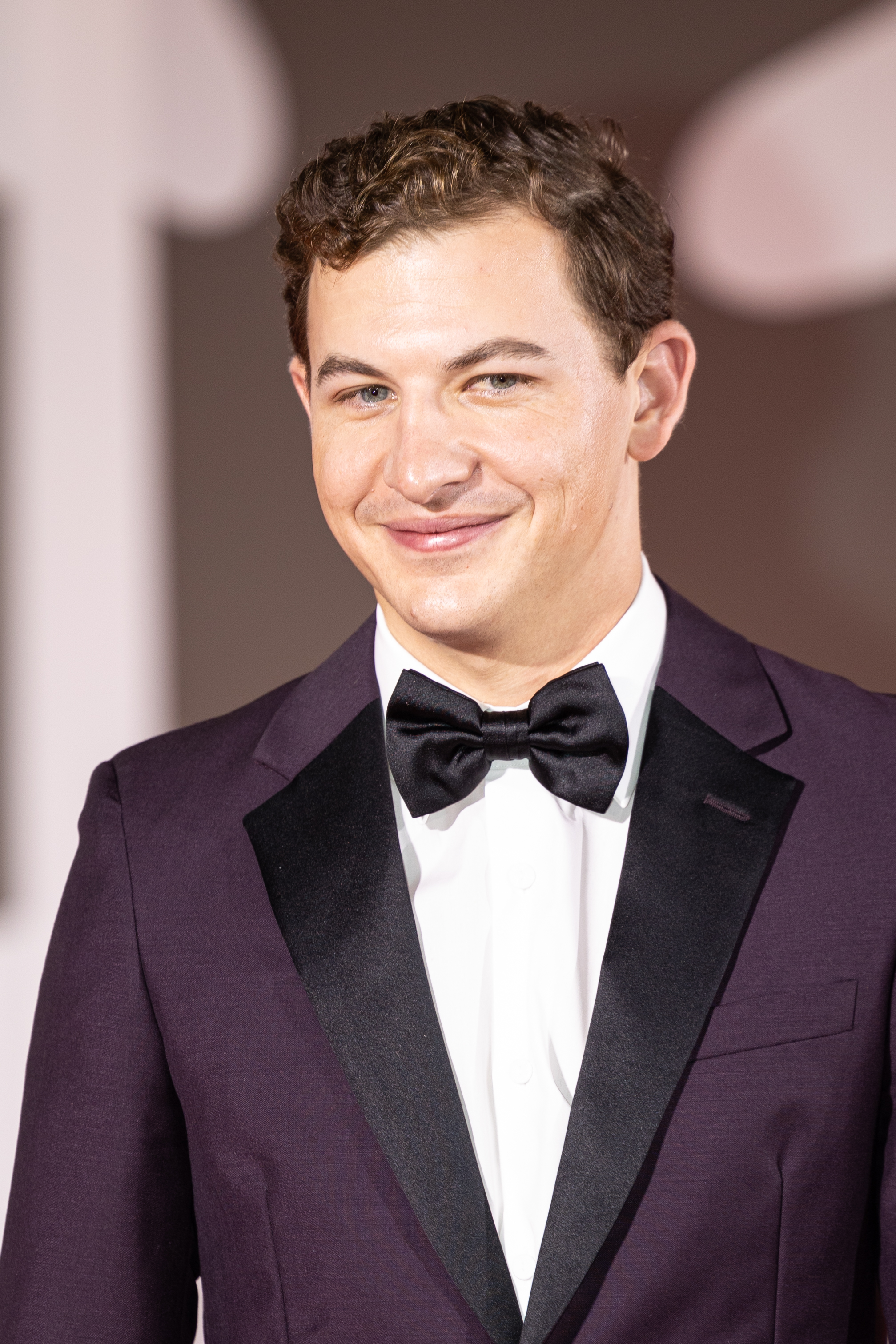
Tye Sheridan (2024)

Tye Kayle Sheridan (* 11. November 1996 in Elkhart, Texas) ist ein US-amerikanischer Schauspieler und Filmproduzent. Bekanntheit erlangte er als Kinderdarsteller durch sein Filmdebüt in The Tree of Life (2011). Er ist Mitbegründer und Präsident von Wonder Dynamics – eines Startups spezialisiert auf visuelle Effekte im Filmbereich unter Anwendung von künstlicher Intelligenz.

## Leben
Tye Sheridan wuchs im texanischen Elkhart, östlich von Houston, mit seinen Eltern und einer jüngeren Schwester auf. Er besuchte das dortige unabhängige Schulsystem. Er wurde früh beim Casting zu Terrence Malicks The Tree of Life (2011) entdeckt. Der Film erzählt die Geschichte von drei Brüdern, die in den 1950er-Jahren im Mittleren Westen der USA aufwachsen und mit unterschiedlichen Lebenseinstellungen ihrer Eltern (gespielt von Jessica Chastain und Brad Pitt) konfrontiert werden.
Am Casting, das ein Jahr in Anspruch nahm, hatten mehr als 10.000 Kinder aus Texas und Oklahoma teilgenommen. Für den Part des ältesten Sohnes Jack, der im Erwachsenenalter von Sean Penn verkörpert wird, entschied man sich zwischen zwölf Kandidaten, die ins texanische Austin eingeladen wurden. Zwar verlor Sheridan den Part an Hunter McCracken, wurde aber mit dem ebenfalls favorisierten Laramie Eppler als Filmbrüder engagiert. Er wurde für den Part des jüngsten Bruders Steve ausgewählt und verbrachte gemeinsam mit seiner Mutter vier Monate am Drehort im texanischen Smithville. Den Kinderdarstellern und ihren Eltern wurde nur die Rahmenhandlung, nicht aber das genaue Drehbuch gezeigt, da sie so natürlich wie möglich agieren sollten. Der als Schauspieler unerfahrene Sheridan erhielt gemeinsam mit McCracken und Eppler Lob seitens der Fachkritik. Der US-amerikanische Branchendienst Variety beurteilte Sheridan und Eppler als „wundervoll authentisch“.
In der Junior High School seiner Heimatstadt tat sich Sheridan unter anderem als Quarterback der Football-Mannschaft und als preisgekrönter Leichtathlet hervor. 2012 setzte er seine Filmkarriere mit Jeff Nichols Mud fort. Das Drama, das wie The Tree of Life eine Einladung in den Wettbewerb der Filmfestspiele von Cannes erhielt, berichtet von zwei Jungen, die einem vor der Polizei Flüchtenden (gespielt von Matthew McConaughey) helfen, von einer Insel im Mississippi zu entkommen. Ein Jahr später war Sheridan als Gary in David Gordon Greens Drama Joe – Die Rache ist sein zu sehen. Für seine Leistung als glückloser und umherstreifender Jugendlicher, der in einem Ex-Sträfling (dargestellt von Nicolas Cage) eine neue Vaterfigur sieht, gewann er den Nachwuchsdarstellerpreis der Internationalen Filmfestspiele von Venedig.

## Filmografie (Auswahl)

### Schauspieler
- 2011: The Tree of Life
- 2012: Mud – Kein Ausweg (Mud)
- 2013: Joe – Die Rache ist sein (Joe)
- 2014: Last Man Standing (Fernsehserie, 3 Folgen)
- 2014: Der Auftrag – Für einen letzten Coup ist es nie zu spät! (The Forger)
- 2015: Entertainment
- 2015: The Stanford Prison Experiment
- 2015: Dark Places – Gefährliche Erinnerung (Dark Places)
- 2015: Scouts vs. Zombies – Handbuch zur Zombie-Apokalypse (Scouts Guide to the Zombie Apocalypse)
- 2015: 40 Tage in der Wüste (Last Days in the Desert)
- 2016: X-Men: Apocalypse
- 2016: To Kill a Man – Kein Weg zurück (Detour)
- 2017: The Yellow Birds
- 2017: All Summers End
- 2018: Ready Player One
- 2018: Friday’s Child
- 2018: Deadpool 2
- 2018: The Mountain
- 2019: X-Men: Dark Phoenix (Dark Phoenix)
- 2020: The Night Clerk – Ich kann dich sehen (The Night Clerk)
- 2021: Voyagers
- 2021: The Card Counter
- 2021: The Tender Bar
- 2023: Asphalt City
- 2024: The Order

### Filmproduzent
- 2020: The Night Clerk – Ich kann dich sehen (The Night Clerk)
- 2023: Asphalt City

## Auszeichnungen
- 2013: Marcello-Mastroianni-Preis der Internationalen Filmfestspiele von Venedig für Joe (Bester Nachwuchsdarsteller)
- 2014: Empire-Award-for-Best-Male-Newcomer, wird verliehen vom britischen Filmmagazin Empire.( Für den Film Mud-Kein Ausweg)